# No Szudzsin
No Szudzsin (hangul: 노수진, handzsa: 魯壽珍, RR: Noh Soo-jin; 1962. február 10. –) dél-koreai válogatott labdarúgó.

## Pályafutása

### Klubcsapatban
1986 és 1993 között a Jukjong Elephants csapatában játszott, melynek tagjaként egy alkalommal (1989) nyerte meg a dél-koreai bajnokságot. 

### A válogatottban
1985 és 1990 között 28 alkalommal játszott a dél-koreai válogatottban és 5 gólt szerzett. Részt vett az 1988-as Ázsia-kupán, illetve az 1986-os világbajnokságon és az 1990-es világbajnokságon. Tagja volt az 1988. évi nyári olimpiai játékokon szereplő válogatott keretének is.

## Sikerei, díjai
Jukjong Elephants
- Dél-koreai bajnok (1): 1989

Dél-Korea
- Ázsia-játékok aranyérmes (1): 1986
- Ázsia-kupa döntős (1): 1988